# Luis Custodio Muñoz Muñoz
Prof. Dr. Luis Custodio Muñoz Muñoz (Concepción, Región del Biobío, Chile, 17 de octubre de 1897 - Santiago de Chile, Región Metropolitana de Santiago, Chile, 26 de septiembre de 1982) fue un médico, profesor y escritor chileno. Se destacó por sus trabajos en salud pública, en psicología y en educación. También incursionó en la poesía.

## Biografía
Inició sus estudios básicos en el Liceo de San Fernando (Chile), los que completó en el Internado Nacional Barros Arana (INBA) en Santiago de Chile. Sus estudios universitarios los realizó en la Universidad de Chile, donde estudió paralelamente Pedagogía en Castellano en el Instituto Pedagógico y Medicina en la Facultad de Medicina. Se recibió de Profesor de Castellano en 1928 y de Médico Cirujano en 1931. Mientras estudiaba estas carreras, se desempeñó como Inspector del INBA, cursó parcialmente la carrera de Pedagogía en Inglés y participó activamente en la Federación de Estudiantes de Chile (FECH), donde, entre los años 1928-1929, llegó a ser uno de sus directivos.
Desde que se recibió de médico orientó su actividad profesional a la psiquiatría en lo asistencial y al estudio de la mente en lo docente. En el primer aspecto, desde 1933 hasta 1960, fue médico tratante y residente del “Manicomio Nacional”, que luego pasaría a llamarse “Hospital Psiquiátrico de Santiago”. En 1960 pasó a desempeñarse como el primer Jefe de la Sección Salud Mental, de la Dirección General del Servicio Nacional de Salud (SNS) de Chile, hasta su jubilación en 1968. Sin duda, fue el primer médico psiquiatra chileno interesado activamente en el alcoholismo desde la perspectiva de la salud pública. Sus trabajos incorporaron a los estudios epidemiológicos clásicos acciones intersectoriales preventivas en las cuales la salud, la psicología y la educación se combinaron para el logro de objetivos muy destacados para su época.
Fue docente en varias facultades en la Universidad de Chile: Profesor de Psicología y Pedagogía en el Instituto de Educación Física (1931-1946), Profesor de Psicología General en el Instituto Pedagógico (1932-1970), Profesor de Psicología General en la Escuela de Servicio Social "Dr. Alejandro del Río" (1936-1944) y profesor de Psicología General y de Psiquiatría e Higiene Mental, en la Escuela de Enfermería (1940-1946).
Su obra científica se expresa en una veintena de publicaciones entre los años 1947-1968, a lo que se suman numerosos otros documentos técnicos producidos durante su permanencia en la Sección Salud Mental del SNS de Chile.
Su producción poética, escasa y poco conocida, encuentra su máxima expresión en su libro "Molinos de la Locura" publicado en 1968 y que consta de una serie de 13 poemas inspirados en patologías específicas, como la esquizofrenia o el delírium tremens alcohólico.
Oriundo del poblado de Ucun en la Provincia de Curicó en la Región del Maule de Chile, estuvo casado con María Muñoz Gamboa y fue padre de 4 hijos. Falleció en Santiago de Chile, el 26 de septiembre de 1982, a los 85 años de edad.